# Anst Herred

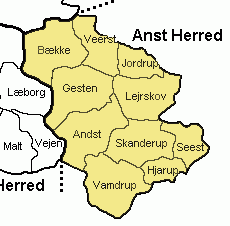
Anst Herred

Anst Herred was een herred in Denemarken. De herred was deel van  Ribe Amt. Bij de gemeentelijke herindeling in 1970 werden de parochies verdeeld over Ribe en Vejle. De zes parochies die naar Vejle gingen werden deel van het bisdom Haderslev, de andere vier bleven in de nieuwe provincie Ribe en in het bisdom Ribe.

## Parochies
Anst was verdeeld in 10 parochies:
- Andst
- Bække
- Gesten
- Hjarup
- Jordrup
- Lejrskov
- Seest
- Skanderup
- Vamdrup
- Veerst